# Aleksander Bogacz
Aleksander Bogacz (ur. 1933 w Kętach, zm. 15 lutego 1994) – polski inżynier chemik. Od 1989  profesor na Wydziale Chemicznym Politechniki Wrocławskiej.
W latach 1952–1957 studiował na Wydziale Chemicznym Politechniki Wrocławskiej i uzyskał dyplom magistra inżyniera chemika. Jeszcze przed ukończeniem studiów, w roku 1955, rozpoczął pracę zawodową na stanowisku asystenta w Katedrze Chemii Nieorganicznej Wyższej Szkoły Ekonomicznej we Wrocławiu gdzie był zatrudniony do września 1957 roku. Po ukończeniu studiów podjął pracę na stanowisku asystenta w KatedrzeChemii Nieorganicznej I Politechniki Wrocławskiej. W 1960 został starszym asystentem, a w 1964, po uzyskaniu stopnia doktora nauk technicznych, adiunktem. W 1968 roku został powołany na stanowisko docenta. W roku 1989 Rada Państwa nadała Mu tytuł naukowy profesora nadzwyczajnego nauk chemicznych. W dniu l października 1993 roku został powołany na stanowisko profesora zwyczajnego w Politechnice Wrocławskiej. Odznaczony został Krzyżem Kawalerskim Orderu Odrodzenia Polski, Złotym Krzyżem Zasługi, Medalem Komisji Edukacji Narodowej i Złotą Odznaką Politechniki Wrocławskiej. Był wielokrotnie wyróżniany nagrodami Ministra Edukacji Narodowej. Zmarł nagle w czasie podróży służbowej do Francji. Został pochowany na Cmentarzu Osobowickim we Wrocławiu.

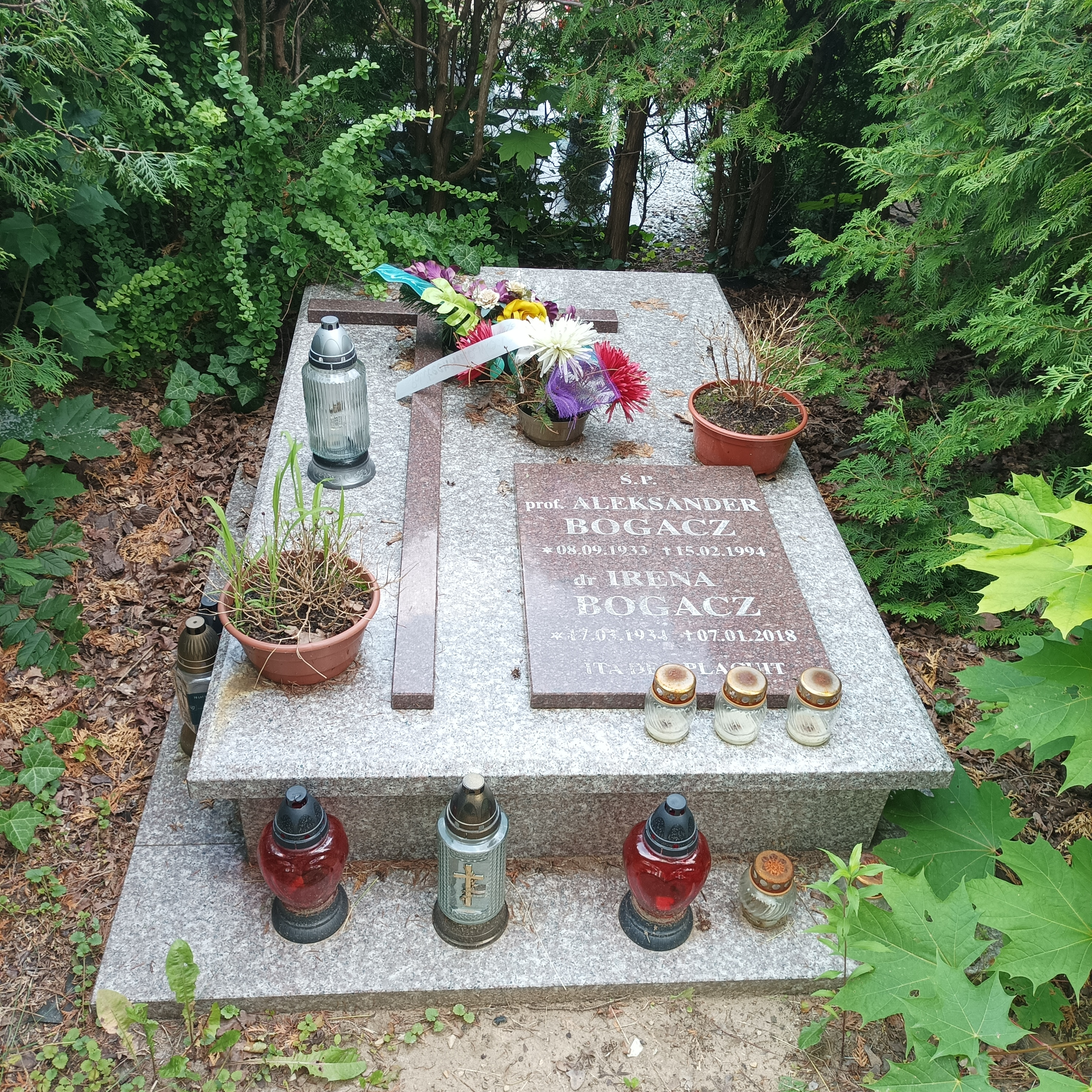
Grób prof. Aleksandra Bogacza na Cmentarzu Osobowickim we Wrocławiu